# دينيس دراغوش
دينيس ميهاي دراغوش (بالرومانية: Denis Mihai Drăguș)‏ هو لاعب كرة قدم روماني في مركز الهجوم ولد في يوم 6 يوليو 1999 في مدينة بيتيشت في رومانيا. يلعب حالياً مع نادي كروتوني كمعار من نادي ستاندر دي لييج وسبق له اللعب مع نادي فيتورول كونستانتا. في سنة 2018 بدأ باللعب مع منتخب رومانيا لكرة القدم ويبلغ طوله 184 سم.